# Квіткоїд золотоголовий
Квіткоїд золотоголовий (Dicaeum anthonyi) — вид горобцеподібних птахів родини квіткоїдових (Dicaeidae).

## Поширення
Ендемік філіппінського острова Лусон. Поширений у горах Поліс, Пуґіс, Табуан та Діпалаяг. Його природне середовище проживання — тропічний вологий гірський ліс.